# Nupserha nigricollis
Nupserha nigricollis là một loài bọ cánh cứng trong họ Cerambycidae.